# تی‌کی‌اس
تی‌کی (تی‌کی۳ یا تی‌کی‌اس) یک تانکت لهستانی است.

## طراحی و ساخت

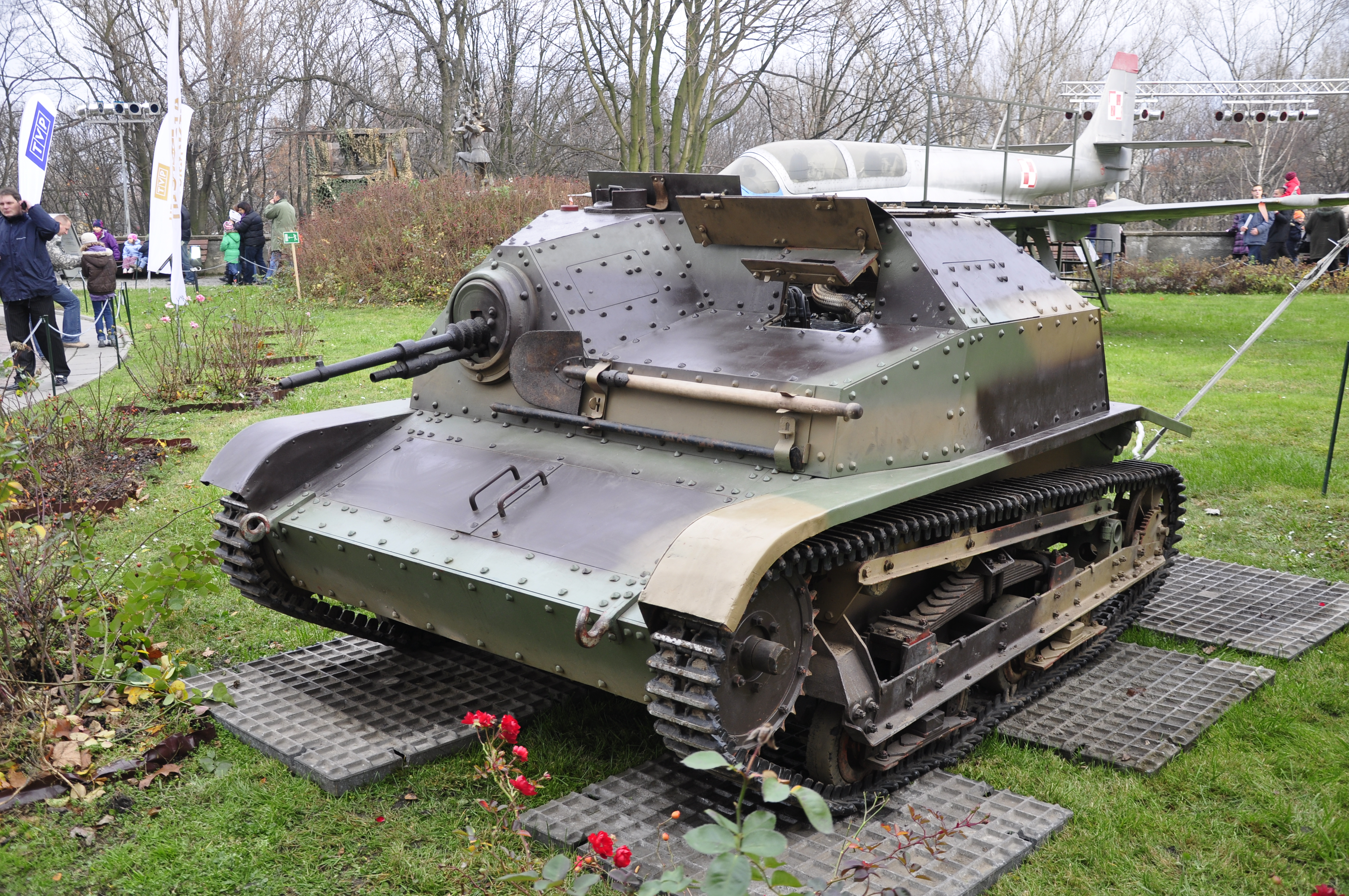
نوع تی‌کی‌اس

ساخت تانکت تی‌کی از سال ۱۹۳۱ و بر اساس شاسی تانکت کاردن لوید آغاز گشت. لهستانی‌ها زره تانکت را بیشتر کرند و یک موتور قوی روی آن کار گذاشتند و حتی در سال ۱۹۳۸ شروع به مسلح کردن آن با یک مسلسل ۲۰ میلی‌متری سنگین به نام ان‌کی‌ام دبلیوزد۳۸ کردند که البته با شروع جنگ جهانی دوم متوقف شد و تنها ۲۴ عراده به آن مسلح گشتند. در سال ۱۹۳۴ استونی شش عدد از این تانکت‌ها را به قیمت ۱۸۰٬۰۰۰ کرون از لهستان خرید که پس از اشغال استونی توسط ارتش سرخ به دست شوروی افتاد.

## تاریخچه عملیاتی

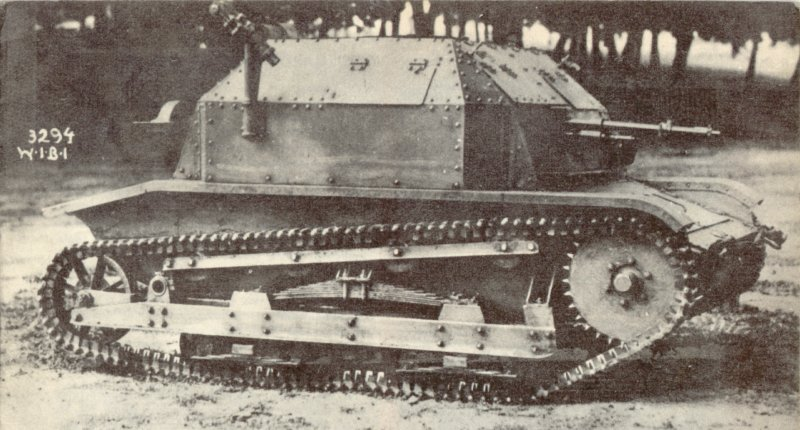
نوع تی‌کی-۳

این تانکت که ۵۷۵ عراده از آن تا سال ۱۹۳۹ تولید شده بود در هنگام تهاجم به لهستان قسمت اصلی قوای زرهی لهستان را تشکیل می‌داد. این وسیله که در بیشتر جبهه‌ها تنها سلاح زرهی لهستانی‌ها بود در نقش شناسایی و پشتیبانی پیاده‌نظام به کار گرفته می‌شد اما به علت زره ضعیف‌اش و سلاحش که تنها یک مسلسل بود نمی‌توانست با تانک‌های آلمانی به جز تانک پانزر ۱ مقابله بکند. البته مدل‌هایی که با مسلسل ۲۰ میلیمتری مجهز شده بودند توانایی بیشتری داشتند و در یک مورد ادموند رومن اورلیک توانست با تانکت خودش در روز ۱۸ سپتامبر ۱۹۳۹ سه تانک پانزر ۳۵ آلمانی را از بین ببرد.
پس از اشغال لهستان تانک‌های غنیمتی توسط ارتش آلمان در نقش‌های متعدد به کار برده شدند. تعدادی برای تمرین، حفظ امنیت یا حامل توپخانه به کار گرفته شدند و نیروی هوایی آلمان هم تعدادی را جهت برف‌روبی و حفظ امنیت فرودگاه‌هایش پذیرفت. تعدادی دیگر هم به دولت‌های وابسته آلمان مانند کرواسی فروخته شدند.

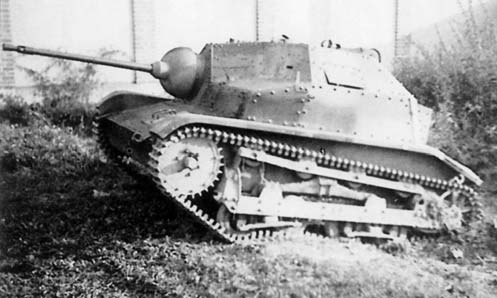
مدل مسلح به مسلسل ۲۰ میلی‌متری

## انواع
- تی‌کی (تی‌کی-۳) - از سال ۱۹۳۱ ۲۸۰ عراده ساخته شد.
- تی‌کی‌اف - مجهز به سیستم تعلیق و موتور جدید که ۱۸ عراده از آن ساخته شد
- تی‌کی‌اس - نمونه بهبود یافته که از سال ۱۹۳۳ ۲۶۰ عراده از آن ساخته شد
- تی‌کی‌اس مجهز به مسلسل ۲۰ میلی‌متری - تا شروع جنگ در سال ۱۹۳۹ بیست و چهار عراده به این نمونه ارتقا یافتند
- سی۲پی - نمونه غیر مسلح حامل توپخانه/۲۰۰ عراده ساخته شد

نمونه‌های تجربی:
- نی‌کی۱ و تی‌کی۲ - پیش نمونه‌های اولیه
- تی‌کی‌دی - توپ خودکششی سبک مجهز به توپ ۴۷ میلی‌متری، ۴ عراده تولید شد.
- تی‌کی‌دبلیو - مدل شناسایی مجهز به برجک، یک عراده ساخته شد.
- تی‌کی۳ مجهز به مسلسل ۲۰ میلی‌متری - فقط یک پیش نمونه ساخته شد.
- تی‌کی‌اس-دی - شکارچی تانک سبک مجهز به توپ ۲۰ میلی‌متری بوفور، دو نمونه ساخته شد.

## کاربران
- لهستان
- استونی
- دولت مستقل کرواسی
- آلمان نازی
- اتحاد جماهیر شوروی
- پادشاهی رومانی

## نگارخانه

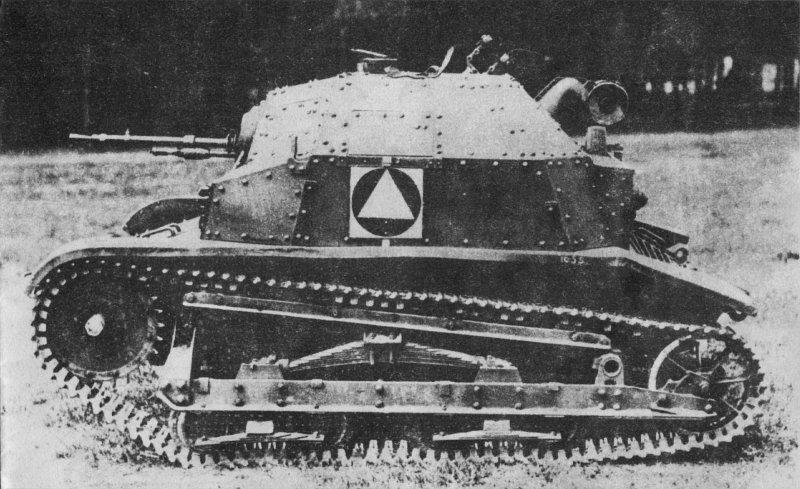
تی‌کی‌اس
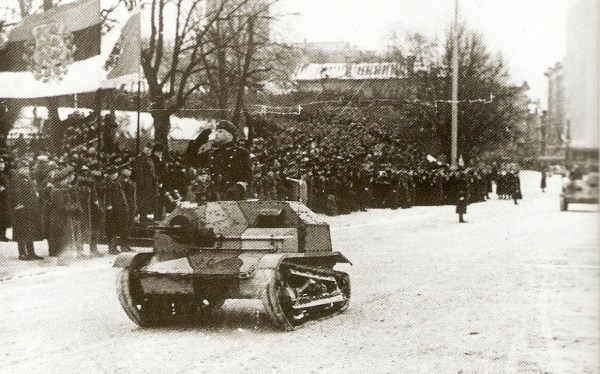
تانکت‌های استونیایی در رژه سال ۱۹۳۷
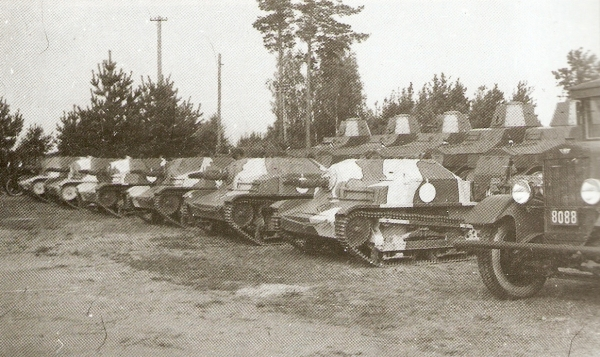